# تاسوف (ناحیه هودونین)
تاسوف (به چکی: Tasov) یک منطقهٔ مسکونی در جمهوری چک است که در ناحیه هودونین واقع شده‌است. تاسوف ۶٫۳۶ کیلومتر مربع مساحت و ۵۴۲ نفر جمعیت دارد و ۲۰۳ متر بالاتر از سطح دریا واقع شده‌است.